# ژابی آلونسو
ژابی آلونسو اولانو (به اسپانیایی: Xabi Alonso Olano؛ متولد ۲۵ نوامبر ۱۹۸۱) بازیکن پیشین و سرمربی کنونی فوتبال اهل اسپانیا است. وی هم‌اکنون هدایت باشگاه فوتبال رئال مادرید را برعهده دارد.
که در تیم ملی فوتبال اسپانیا و باشگاه‌های بزرگ جهان مانند رئال مادرید، بایرن مونیخ و لیورپول بازی می‌کرد. ژابی آلونسو به دلیل مهارت بالا در بازی سازی و پاس‌های بلند دقیق به شهرت رسید و یکی از بهترین هافبک دفاعی‌های تاریخ فوتبال شناخته می‌شود. وی همچنین یکی از بهترین بازیکنان تاریخ تیم رئال مادرید به‌شمار می‌رود.
پس از قهرمانی این مربی اسپانیایی در بوندسلیگا فصل ۲۰۲۳–۲۰۲۴ به عنوان سرمربی، خیابان منتهی به ورزشگاه بای آرنا به نام وی نامگذاری شد. او توانسته سبک بازی خاصی را در لورکوزن به نمایش بگذارد. تیم‌های تحت هدایت او از ترکیب ۳-۴-۳ مبتنی بر حمله از کناره‌های زمین با هافبک‌ها و همچنین تعداد بالای پاس و بازی‌سازی بهره می‌برند. آلونسو به سازمان‌دهی تیمی منظم، پرس سریع بعد از دست دادن توپ، و الگوهای تمرینی مشخص برای حمله تکیه دارد. سبک این سرمربی دقیق و ساختارمند است.
در زمان مربی‌گری تیم دوم رئال سوسیداد (قبل از پیوستن به لورکوزن)، او معمولاً از سیستم‌های ۳-۳-۴ یا ۱-۳-۲-۴ استفاده می‌کرد. اما این سیستم‌ها هم بر پایه همان اصولی بودند که امروز هم در تیمش دیده می‌شود: تسلط بر مالکیت توپ، پیش‌روی از مرکز زمین، و کانترپرس شدید بعد از از دست دادن توپ.

## دوران حرفه‌ای

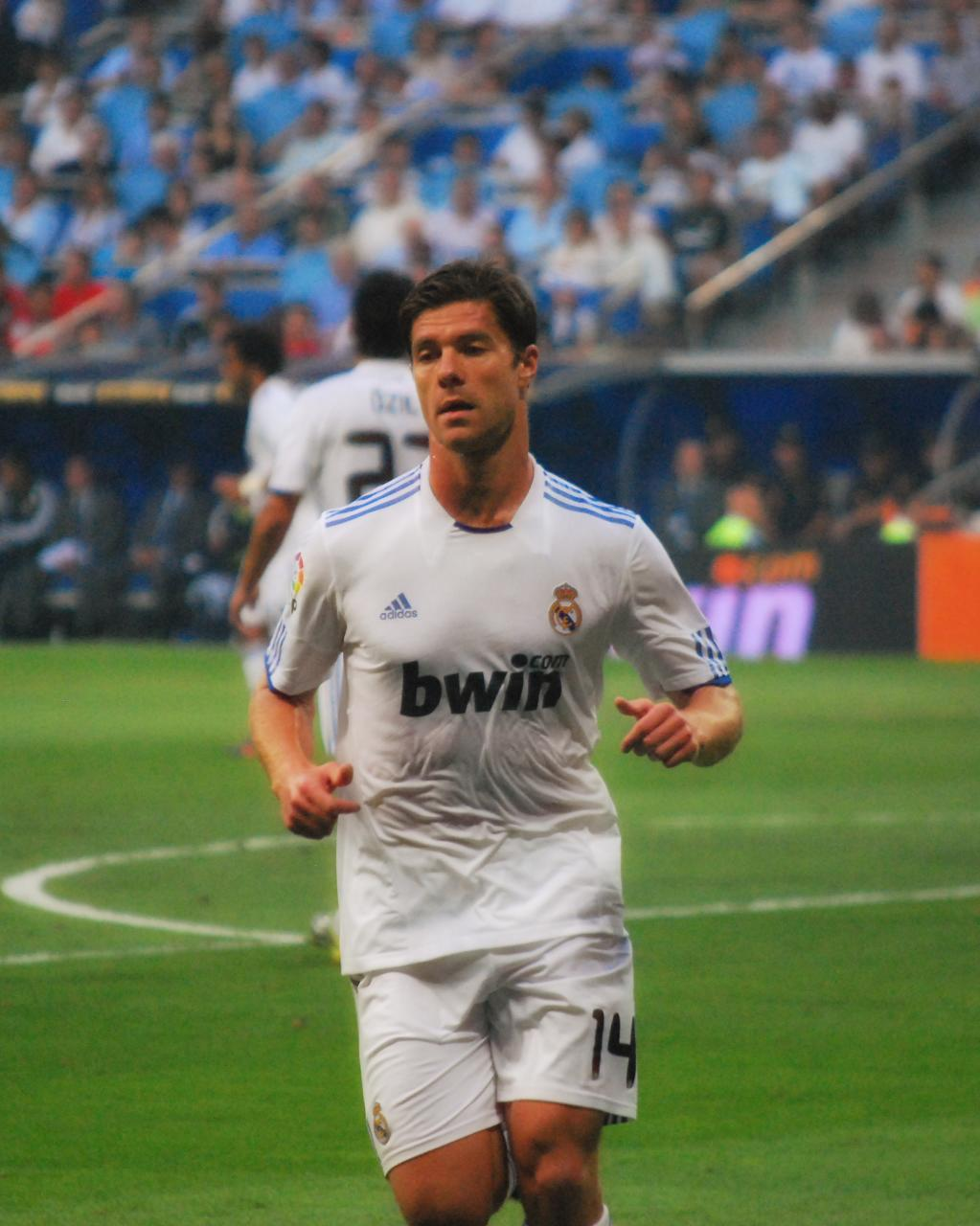
ژابی در ۲۰۱۰ برای رئال مادرید توپ می‌زد

ژابی آلونسو فوتبال را از رئال سوسیداد، تیم اصلی منطقه خانه‌اش Gipuzkoa آغاز کرد. او پس از یک فصل بازی در باشگاه ایبار (Eibar) به صورت قرضی، به رئال سوسیداد بازگشت که پس از آن مدیر جان توشاک، ژابی آلونسو را به عنوان کاپیتان تیم منصوب کرد.
آلونسو در نقش کاپیتانی موفق ظاهر شد و در رئال سوسیداد در فصل ۲۰۰۳–۲۰۰۲ به مقام دوم لالیگا نائل آمد. آلونسو در ماه اوت سال ۲۰۰۴، با پیشنهاد ۱۰٫۵ میلیون پوند به باشگاه لیورپول پیوست. او در فصل اولش با لیورپول، لیگ قهرمانان اروپا را به دست آورد و در فینال این جام، یک گل به ثمر رسانید. فصل بعد نیز با لیورپول فاتح جام FA و انجمن سپر FA شد.
سرانجام آلونسو با پیشنهاد ۳۰ میلیون پوند به باشگاه رئال مادرید پیوست. وی در جام‌های بین‌المللی معتبری مانند یورو ۲۰۰۴، جام جهانی ۲۰۰۶ آلمان، یورو ۲۰۰۸، جام جهانی ۲۰۱۰ آفریقای جنوبی و یورو ۲۰۱۲ برای تیم ملی اسپانیا بازی کرد. آلونسو اولین بازی ملی را در آوریل ۲۰۰۳ در پیروزی ۰–۴ اسپانیا در برابر اکوادور انجام داد و تا به حال با اسپانیا، قهرمان یورو ۲۰۰۸، جام جهانی ۲۰۱۰ آفریقای جنوبی و یورو ۲۰۱۲ است.
در ۲۳ ژوئن ۲۰۱۲، آلونسو در یورو ۲۰۱۲ در مرحله‌ی یک‌چهارم نهایی، صدمین بازی ملی‌اش را انجام داد و دو گل به فرانسه زد و بهترین بازیکن میدان شناخته شد و صدمین بازی ملی خود را جشن گرفت.
به او لقب مهندس را دادند و در رئال مادرید میانه‌دار زمین بود.
وی در ۲۰ مهٔ ۲۰۱۷ در بازی مقابل فرایبورگ از دنیای فوتبال خداحافظی کرد.
از باشگاه‌هایی که ژابی آلونسو در آنها بازی کرده می‌توان به باشگاه فوتبال رئال سوسیداد بی، باشگاه فوتبال رئال سوسیداد، باشگاه فوتبال ایبار، باشگاه فوتبال لیورپول، باشگاه فوتبال رئال مادرید و باشگاه فوتبال بایرن مونیخ اشاره کرد.

## خداحافظی
ژابی آلونسو در تاریخ ۳۰ اردیبهشت ۱۳۹۶، در بازی بایرن مونیخ و فرایبورگ در دقیقه ۸۷ همراه با فیلیپ لام توسط آنچلوتی تعویض شد و پس از سال‌ها حضور در فوتبال کفش‌هایش را آویخت و از فوتبال خداحافظی کرد.

## افتخارات

### به عنوان بازیکن

#### باشگاهی
لیورپول
- جام حذفی فوتبال انگلستان(۱): ۰۶–۲۰۰۵
- سوپر جام فوتبال انگلستان(۱): ۲۰۰۶
- لیگ قهرمانان اروپا(۱): ۰۵–۲۰۰۴
- سوپرجام اروپا(۱): ۲۰۰۵

رئال مادرید
- لالیگا(۱): ۱۲–۲۰۱۱
- کوپا دل ری(۲): ۱۱–۲۰۱۰، ۱۴–۲۰۱۳
- سوپرجام اسپانیا(۱): ۲۰۱۲
- لیگ قهرمانان اروپا(۱): ۲۰۱۴

بایرن مونیخ
- بوندسلیگا(۳): ۱۵–۲۰۱۴، ۱۶–۲۰۱۵، ۱۷–۲۰۱۶
- جام حذفی آلمان(۱): ۱۶–۲۰۱۵
- سوپر جام فوتبال آلمان(۱): ۲۰۱۶

#### ملی
اسپانیا
- جام جهانی(۱): ۲۰۱۰
- جام ملت‌های اروپا(۲): ۲۰۰۸، ۲۰۱۲

#### فردی
- بهترین اسپانیایی سال: ۲۰۰۳
- بهترین گل ماه لیگر برتر: نوامبر ۲۰۰۴
- بهترین بازیکن خط میانی لالیگا: ۲۰۱۲
- در تیم برتر یوفا یورو: ۲۰۱۲
- مدال طلا شایستگی از نظام سلطنتی اسپورتینگ: ۲۰۱۲
- بهترین هافبک دفاعی جهان در سال‌های ۲۰۱۱ - ۲۰۱۲ - ۲۰۱۳

### به عنوان مربی
بایر لورکوزن
- بوندسلیگا(۱): ۲۴–۲۰۲۳
- جام حذفی فوتبال آلمان(۱): ۲۴–۲۰۲۳
- سوپر جام فوتبال آلمان(۱): ۲۰۲۴
- لیگ اروپا: ۲۴–۲۰۲۳ (نایب قهرمان)